# Peres de Lleida
Les peres de Lleida són unes postres tradicionals de la cuina catalana que es fan amb pera, preferentment de Lleida, cuita en una crema catalana no gaire espessa i decorada amb merenga, que es fa amb les clares d'ou que queden en fer la crema. Es pot comparar amb les peres cuites en vi, unes altres postres també molt antigues i populars.